# Кефалонія (фема)
Фема Кефалонія (Кефаленія) (грец. θέμα Κεφαλονίας) — військово-адміністративна одиниця Візантійської імперії (фема), яка розташовувалась на Іонічних островах (сучасна Греція). Утворено у 750-х роках. Припинила існування 1185 року внаслідок захоплення Сицилійським королівством.

## Історія
З початку утворення Візантійської імперії Іонічні острови (продовжуючи практику пізньої Римської імперії) перебували у складі двох провінцій — Нового і Старого Епіру. Протягом IV—V ст. зазнали нападів вестготів, остготів, вандалів. Проте візантійський уряд зумів зберегти над ними владу. Відігравали важливу роль як база для відвоювання Італії під час Готської війни. У VI ст. їх спробували захопити війська Аварського каганату.
У VII ст. візантійці використовували Іонічні острови як опору для відновлення влади в Епірі та Північній Греції, великі області яких захопили слов'янські племена. З правління Юстиніана II острови було об'єднано в клісуру Кефалонія. Тоді ж сюди було переселено народ мардинів з гірської частини Кілікії. За правління імператор Лева III було зроблено значні кроки щодо перетворення Іонічних острвоів на самостійну фему Кефалонія. Це процес було завершено десь у 750-х роках.
У цієї феми було два завдання: забезпечення наступу на західну частину Балкан та Адріатичне узбережжя, також з островів здійснювався напад на Південну Італію. Тому у складі феми Кефалонія деяких час існувала турма Лонгобардія, яку в 876 році було виокремлено в самостійну фему.
Основу військових сил феми Кефалонія становив потужний флот, який повинен був забезпечувати зв'язок балканських і італійських володінь Візантії. У IX—X ст. флот переважно використовувався для боротьби з арабськими піратами. У 880 році стратег Насар завдав поразки арабам біля Кефалонії, але у 949 році флот феми зазнав невдачі при нападі на Критський емірат. Водночас острови феми використовували як місце заслання політичних суперників та злочинців.
Послаблення Візантії у 1070-х роках, втрата останніх володінь в Італії призвело до того, що Кефалонія стала прикордонною фемою. З початку 1080-х років її територія стала зазнавати нападу норманів, що утворили власну державу на Сицилії та в Південній Італії. У 1081 році вони захопили о. Корфу, який вдалося повернути візантійцям лише у 1085 році. Того ж року було відбито напад на сам о. Кефалонія. Але у 1099 році узбережжя Кефолнію було сплюндровано пізанським флотом. У 1122—1123 роках велася боротьба з Венецією, яка намагалося захопити Корфу. В цей час острів знову вдалося захистити. У 1126 році відбувся новий напад венеційців на Іонічні острови, а у 1147—1149 роках велася боротьба з Сицилійським королівством.
У 1185 році, скориставшись розгардіяшем в імперії внаслідок повалення династії Комнінів війська Сицилії захопили фему Кефалонія, окрім острова Лефкада. У 1191 році візантійці відвоювали о. Корфу. Проте решта феми збереглася під владою сицилійців, який перетворилися колишню візантійську провінцію на пфальцграфство Кефалонії і Закінфа.

## Адміністрація
Територія феми охоплювала виключно Іонічні острови, до 879 року у складі перебувала частина південної Італії (окремі області Апулії). Центром був замок Скала і місто Самі на о. Кефалонія На чолі стояв стратег у ранзі протоспафарія, що отримував щорічну зарплатню у 12 лібрів золота. Йому протягом VII—IX ст. підпорядковувалося 2 тис. вояків, з X ст. — 1 тис.

## Відомі стратеги
- Павло (поч. 800-х)
- Насар-Василь (879—881)
- Симеон (X ст.)
- Контолеон Торнікій (1010-ті)